# Ли Гунцзо
Ли Гунцзо́ (кит. 李公佐, 778—848) — китайский писатель эпохи Тан.
До нас дошли четыре его новеллы, в том числе — «Правитель Нанькэ» (кит. 南柯太守传), герой которой попадает во сне в царство муравьёв и женится на тамошней принцессе. Впоследствии по сюжету новеллы драматург Тан Сяньцзу написал пьесу «Записки о Нанькэ» («Нанькэ цзи»). Японская версия под названием «Сон Акиносукэ» включена Лафкадио Хирном в популярный сборник кайданов.
Также сохранились его новеллы «История Се Сяо-э», «Древняя книга гор и рек» («Гу Юэ ду цзин») и «Старуха Фэн из Луцзяна».